# 124 Alkeste
A 124 Alkeste a Naprendszer kisbolygóövében található aszteroida. Christian Heinrich Friedrich Peters fedezte fel 1872. augusztus 23-án.